# Arxipèlag de Bazaruto
L'arxipèlag de Bazaruto (en portugués: Arquipélago de Bazaruto) és un grup de sis illes, a Moçambic, vora de la ciutat continental de Vilankulo. Comprèn les illes de Bazaruto, Benguerra, Magaruque, Banque, Santa Carolina (també coneguda com a illa Paradiso) i Shell.

## Geografia
El grup pertany al districte de Vilankulo a la província d'Inhambane. Les illes es van formar de la sorra dipositada pel riu Limpopo, que des de llavors ha canviat el seu curs. Les atraccions turístiques inclouen les platges de sorra, esculls de coral, i les oportunitats per practicar el surf i la pesca. L'arxipèlag es va convertir en un Parc Nacional en 1971.
Santa Carolina és la més petita de l'arxipèlag, en realitat es tracta d'una roca amb canals profunds. Santa Carolina compta amb tres platges amb esculls de coral prop de la riba. L'illa, també coneguda com a «Illa Paradís», es considera com la 'joia' de les illes que formen l'arxipèlag de Bazaruto que va ser declarat parc nacional marí.

## Ecologia
L'arxipèlag va esdevenir un Parc Nacional en 1971. Hi ha una gran abundància de peixos d'escull, cirurgià, ídol morú, escàrid, àngel i quetodòntid, per esmentar-ne uns quants. S'hi veuen regularment la tortuga marina i mantes diable. Alguna megafauna en perill d'extinció, com ara tauró balena, manta ratlla, tortuga llaüt, cetacis com la balena geperuda i el dugong. La població de dugong de Bazaruto compta amb al voltant de 120 individus, pel que és la més gran de les poblacions romanents a Moçambic. La biodiversitat de cetacis havia estat molt més rica que actualment, abans de ser reduïda per les activitats humanes, caceres il·legals en massa per la Unió Soviètica i el Japó en els anys 1960 a 1970, provocant desaparicions o rareses de moltes espècies, com la balena austral. Tots viuen lliures en aquest paradís de conservació, proclamat parc nacional i reconegut com un regal a la Terra pel WWF.